# Tammispea
Tammispea – wieś w Estonii, w prowincji Harju, w gminie Kuusalu.